# Thurn und Taxis
Knežja rodbina Thurn und Taxis je nemška plemiška rodbina, ki je imela odločilno vlogo v pošti v času 16. stoletja, ko je to bilo še dokaj nerazvito. Znana je po mnogih lastnikih in graditeljih gradov in dvorcev.
V 12. stoletju je bila lombardska družina Tasso nastanjena blizu mesta Bergamo. Leta 1624 so družinsko ime ponemčili v Dachs (jazbec,njegova podoba se še zdaj nahaja v družinskem grbu),to pa je postalo Taxis. Leta 1650 jih je cesar Ferdinand priznal za naslednike vojvodske družine de la Torre (Thurn) in od takrat naprej so znani pod sedanjim imenom.
Franz von Taxis je v 16. stoletju organiziral učinkovito poštno službo v Italiji, leta 1615 pa je Sveti rimski cesar Matija družini podelil dedni naziv Velikega poštnega mojstra Svetega Rimskega cesarstva.
Leta 1608 so postali državni baroni, 1642 pa državni grofje. 1695. leta pa jim je cesar Leopold I. podelil naziv državnih knezov. Po ukinitvi cesarstva na začetku 19. stoletja so bili Thurn und Taxisi mediatizirani.

Tako imajo še danes v lasti veliko gmotno bogastvo, ki zajema 2,3 milijarde dolarjev in palačo Thurn und Taxis, kjer so ustanovili muzeje.
Današnjo regensburško vejo družine Thurn und Taxis sestavljajo le še štrije člani, izmed katerih je naslednik knez Albert II.. Poleg njega spadajo v knežjo družino še njegova mati, Gloria Marie grofica Schönburg zu Glauchau und Waldenburg kneginja von Thurn und Taxis in njeni hčeri, Albertovi sestri: princesi Marija Terezija in Elizabeta von Thurn und Taxis, ki se v Londonu ukvarjata z novinarstvom in s tem povezanimi vedami.
Poleg te veje pa obstaja še devinska veja, ki je izšla iz češke veje družine in ki gospoduje gradu Devin pri Trstu.